# Kdo přežije: Afrika
Kdo přežije: Afrika (v anglickém originále Survivor: Africa) je třetí řada americké reality show Kdo přežije. Natáčela se v polovině roku 2001 a premiérově byla vysílána na CBS od 11. října 2001 do 10. ledna 2002. Na českých obrazovkách byla poprvé uvedena na TV Nova a později i na TV Prima.

## Poloha a doba natáčení
Série se odehrává v Keni konkrétně v parku Shaba National Reserve. Natáčela se od 11. července 2001 do 18. srpna 2001.

## Soutěžící
Opět bylo vysazeno 16 trosečníků, byli rozděleni do dvou kmenů: Boran a Samburu (názvy skutečných kmenů Boorana a Samburu) a začali jedno z největších dobrodružství svého života. Později byli zbylí hráči sloučeni do kmene Moto Maji (svahilská slova pro "oheň" a "vodu"). Vyhrát ale nemohou všichni. Čtrnáct z nich bude vyloučeno, posledních 7 vyloučených vytvoří porotu, 2 poslední před ní předstoupí, ale jen jeden vyhraje šek na milion dolarů a titul Poslední přeživší.
| Soutěžící                                   | Kmen    | Kmen       | Kmen      | Vyloučení                           | Umístění |
| Soutěžící                                   | Původní | Promíchaný | Sloučený  | Vyloučení                           | Umístění |
| ------------------------------------------- | ------- | ---------- | --------- | ----------------------------------- | -------- |
| Diane Ogden 42 let, Omaha, NE               | Boran   |            |           | 1. vyloučená Den 3                  | 16.      |
| Jessie Camacho 26 let, Orlando, FL          | Boran   |            |           | 2. vyloučená Den 6                  | 15.      |
| Carl Bilancione 46 let, Winter Springs, FL  | Samburu |            |           | 3. vyloučený Den 9                  | 14.      |
| Linda Spencer 44 let, Cambridge, MA         | Samburu |            |           | 4. vyloučená Den 12                 | 13.      |
| Silas Gaither 23 let, Knoxville, TN         | Samburu | Boran      |           | 5. vyloučený Den 15                 | 12.      |
| Lindsey Richter 26 let, Portland, OR        | Samburu | Samburu    |           | 6. vyloučená Den 18                 | 11.      |
| Clarence Black 24 let, Detroit, MI          | Boran   | Boran      | Moto Maji | 7. vyloučený Den 21                 | 10.      |
| Kelly Goldsmith 22 let, Rancho Santa Fe, CA | Boran   | Samburu    | Moto Maji | 8. vyloučená 1. člen poroty Den 24  | 9.       |
| Brandon Quinton 25 let, Dallas, TX          | Samburu | Samburu    | Moto Maji | 9. vyloučený 2. člen poroty Den 27  | 8.       |
| Frank Garrison 43 let, Odessa, NY           | Samburu | Boran      | Moto Maji | 10. vyloučený 3. člen poroty Den 30 | 7.       |
| Kim Powers 29 let, Conshohocken, PA         | Samburu | Samburu    | Moto Maji | 11. vyloučená 4. člen poroty Den 33 | 6.       |
| Teresa Cooper 42 let, DacuDacula, GA        | Samburu | Boran      | Moto Maji | 12. vyloučená 5. člen poroty Den 36 | 5.       |
| Tom Buchanan 45 let, Saltville, VA          | Boran   | Samburu    | Moto Maji | 13. vyloučený 6. člen poroty Den 37 | 4.       |
| Lex van den Berghe 38 let, Santa Cruz, CA   | Boran   | Samburu    | Moto Maji | 14. vyloučený 7. člen poroty Den 38 | 3.       |
| Kim Johnson 56 let, Oyster Bay, NY          | Boran   | Boran      | Moto Maji | Druhá                               | 2.       |
| Ethan Zohn 27 let, Lexington, MA            | Boran   | Boran      | Moto Maji | Přeživší                            | Přeživší |

### Budoucí návraty soutěžících
Po odvysílání Kdo přežije: Afrika se Ethan Zohn znovu utkal s Lexem van den Berghem a Tomem Buchananem v Kdo přežije: Návrat Hvězd. Ethan Zohn také soutěžil v Survivor: Winners at War. V roce 2015 byla Teresa Cooper zařazena do veřejného hlasování o obsazení Survivor: Cambodia, ale nebyla vybrána do soutěže.

## Přehled
| Epizoda | Epizoda                        | Epizoda            | Soutěže        | Soutěže      | Vyloučen/a   |
| No.     | Název                          | Premiéra           | Odměna         | Imunita      | Vyloučen/a   |
| ------- | ------------------------------ | ------------------ | -------------- | ------------ | ------------ |
| 1.      | Question of Trust              | 11. října 2001     | Samburu        | Samburu      | Diane        |
| 2.      | Who's Zooming Whom?            | 18. října 2001     | Samburu        | Samburu      | Jessie       |
| 3.      | The Gods Are Angry             | 25. října 2001     | Boran          | Boran        | Carl         |
| 4.      | The Young and Untrusted        | 1. listopadu 2001  | Samburu        | Boran        | Linda        |
| 5.      | The Twist                      | 8. listopadu 2001  | Boran          | Samburu      | Silas        |
| 6.      | I'd Never Do It To You         | 15. listopadu 2001 | Samburu        | Boran        | Lindsey      |
| 7.      | Will There Be a Feast Tonight? | 22. listopadu 2001 |                | Teresa       | Clarence     |
| 8.      | The First 21 Days              | 29. listopadu 2001 | Rekapitulace   | Rekapitulace | Rekapitulace |
| 9.      | Smoking Out the Snake          | 6. prosince 2001   | Ethan + Lex    | Ethan        | Kelly        |
| 10.     | Dinner, Movie and a Betrayal   | 13. prosince 2001  | Brandon, Frank | Lex          | Brandon      |
| 11.     | We Are Family                  | 20. prosince 2001  | Aukce          | Lex          | Frank        |
| 12.     | The Big Adventure              | 27. prosince 2001  | Lex + Tom      | Tom          | Kim P.       |
| 13.     | Truth Be Told                  | 3. ledna 2002      | Lex            | Lex          | Teresa       |
| 14.     | The Final Four: No Regrets     | 10. ledna 2002     |                | Kim J.       | Tom          |
| 14.     | The Final Four: No Regrets     | 10. ledna 2002     | Kim J.         | Lex          |              |
| 15.     | The Reunion                    | 10. ledna 2002     |                |              |              |

## Hlasování
| Kmen       | Původní  | Původní  | Původní | Původní | Původní      | Původní | Promíchaný | Promíchaný | Promíchaný | Promíchaný      | Sloučený  | Sloučený  | Sloučený  | Sloučený  | Sloučený  | Sloučený  | Sloučený  | Sloučený  |
| Epizoda    | 1        | 2        | 3       | 3       | 3            | 4       | 5          | 6          | 6          | 6               | 7         | 9         | 10        | 11        | 12        | 13        | 14        | 14        |
| ---------- | -------- | -------- | ------- | ------- | ------------ | ------- | ---------- | ---------- | ---------- | --------------- | --------- | --------- | --------- | --------- | --------- | --------- | --------- | --------- |
| Den        | 3        | 6        | 9       | 9       | 9            | 12      | 15         | 18         | 18         | 18              | 21        | 24        | 27        | 30        | 33        | 36        | 37        | 38        |
| Kmen       | Boran    | Boran    | Samburu | Samburu | Samburu      | Samburu | Boran      | Samburu    | Samburu    | Samburu         | Moto Maji | Moto Maji | Moto Maji | Moto Maji | Moto Maji | Moto Maji | Moto Maji | Moto Maji |
| Vyloučen/a | Diane    | Jessie   | Shoda   | Shoda   | Carl         | Linda   | Silas      | Shoda      | Shoda      | Lindsey         | Clarence  | Kelly     | Brandon   | Frank     | Kim P.    | Teresa    | Tom       | Lex       |
| Hlasy      | 6–2      | 5–2      | 4–4     | 3–3     | Prohrál Duel | 4–3     | 5–1        | 3–3        | 2–2        | Zpětné počítání | 8–2       | 5–4       | 6–2       | 6–1       | 4–2       | 4–1       | 3–1       | 1         |
|            |          |          |         |         |              |         |            |            |            |                 |           |           |           |           |           |           |           |           |
| Hlasující  | Hlasy    | Hlasy    | Hlasy   | Hlasy   | Hlasy        | Hlasy   | Hlasy      | Hlasy      | Hlasy      | Hlasy           | Hlasy     | Hlasy     | Hlasy     | Hlasy     | Hlasy     | Hlasy     | Hlasy     | Hlasy     |
| Ethan      | Diane    | Jessie   |         |         |              |         | Silas      |            |            |                 | Clarence  | Kelly     | Brandon   | Frank     | Kim P.    | Teresa    | Tom       | DNV       |
| Kim J.     | Diane    | Jessie   |         |         |              |         | Silas      |            |            |                 | Clarence  | Kelly     | Brandon   | Frank     | Kim P.    | Teresa    | Tom       | Lex       |
| Lex        | Diane    | Jessie   |         |         |              |         |            | Lindsey    | Lindsey    |                 | Clarence  | Kelly     | Frank     | Frank     | Kim P.    | Teresa    | Tom       | DNV       |
| Tom        | Clarence | Clarence |         |         |              |         |            | Lindsey    | DNV        | 0 hlasů         | Clarence  | Kelly     | Brandon   | Frank     | Kim P.    | Teresa    | Lex       |           |
| Teresa     |          |          | Lindsey | Lindsey |              | Silas   | Silas      |            |            |                 | Lex       | Lex       | Brandon   | Frank     | Lex       | Tom       |           |           |
| Kim P.     |          |          | Carl    | Carl    |              | Linda   |            | Tom        | Tom        |                 | Clarence  | Lex       | Brandon   | Frank     | Lex       |           |           |           |
| Frank      |          |          | Lindsey | Lindsey |              | Silas   | Silas      |            |            |                 | Clarence  | Lex       | Brandon   | Kim J.    |           |           |           |           |
| Brandon    |          |          | Carl    | Carl    |              | Linda   |            | Tom        | Tom        |                 | Clarence  | Kelly     | Frank     |           |           |           |           |           |
| Kelly      | Diane    | Jessie   |         |         |              |         |            | Lindsey    | Lindsey    |                 | Clarence  | Lex       |           |           |           |           |           |           |
| Clarence   | Diane    | Jessie   |         |         |              |         | Silas      |            |            |                 | Lex       |           |           |           |           |           |           |           |
| Lindsey    |          |          | Carl    | DNV     | Vyhrála      | Linda   |            | Tom        | DNV        | 4 hlasy         |           |           |           |           |           |           |           |           |
| Silas      |          |          | Carl    | Carl    |              | Linda   | Frank      |            |            |                 |           |           |           |           |           |           |           |           |
| Linda      |          |          | Lindsey | Lindsey |              | Silas   |            |            |            |                 |           |           |           |           |           |           |           |           |
| Carl       |          |          | Lindsey | DNV     | Prohrál      |         |            |            |            |                 |           |           |           |           |           |           |           |           |
| Jessie     | Diane    | Clarence |         |         |              |         |            |            |            |                 |           |           |           |           |           |           |           |           |
| Diane      | Clarence |          |         |         |              |         |            |            |            |                 |           |           |           |           |           |           |           |           |

| Hlasování poroty na finálové kmenové radě | Hlasování poroty na finálové kmenové radě | Hlasování poroty na finálové kmenové radě |
| Epizoda                                   | 15                                        | 15                                        |
| ----------------------------------------- | ----------------------------------------- | ----------------------------------------- |
| Den                                       | 39                                        | 39                                        |
| Finalista                                 | Ethan                                     | Kim J.                                    |
| Výsledek                                  | 5–2                                       | 5–2                                       |
|                                           |                                           |                                           |
| Porotce                                   | Hlasy                                     | Hlasy                                     |
| Lex                                       | Ano                                       |                                           |
| Tom                                       | Ano                                       |                                           |
| Teresa                                    | Ano                                       |                                           |
| Kim P.                                    |                                           | Ano                                       |
| Frank                                     | Ano                                       |                                           |
| Brandon                                   |                                           | Ano                                       |
| Kelly                                     | Ano                                       |                                           |